# Tesla
 Denne artikel omhandler enheden tesla. For andre betydninger af Tesla, se Tesla (flertydig). (Se også artikler, som begynder med Tesla)
Inden for SI-systemet er tesla (symbol T) den afledte SI-enhed for magnetisk fluxtæthed eller B-felt. Enheden er opkaldt efter Nikola Tesla.
I cgs-enheder måles magnetisk flux i Gauss; 1 tesla = 104 Gauss.
Enheden tesla fremkommer fra de øvrige SI-enheder ved følgende definition:
Én tesla er dét (homogene) B-felt der påvirker en på feltet vinkelret, lige ledning med længden én meter hvorigennem der løber en strøm på én ampere, med en kraft på én newton.
Med andre ord gælder {\displaystyle 1\;\mathrm {T} =1\;{\frac {\mathrm {N} }{\mathrm {A} \cdot \mathrm {m} }}=1{\frac {\mathrm {kg} }{\mathrm {A} \cdot \mathrm {s} ^{2}}}}

For praktisk brug, kan der henvises til Laplaces lov.
I dagligdags sammenhænge er en tesla en ret stor enhed, og i praksis anvendes ofte millitesla (mT) eller mikrotesla (µT) (se SI-præfiks). Jordens magnetfelt er i Danmark på omkring 50 µT. Feltet fra en kraftig køleskabsmagnet er måske tyve gange større, omkring 1 mT. I forbindelse med NMR-undersøgelser, som fx kendes fra lægevidenskabelige scanninger af personer, anvendes der superledende elektromagneter til at opnå et felt på 2 T. Det kraftigste magnetfelt, der hidtil er opnået i et laboratorium på Jorden, er på omkring 45 T.